# Aerobic

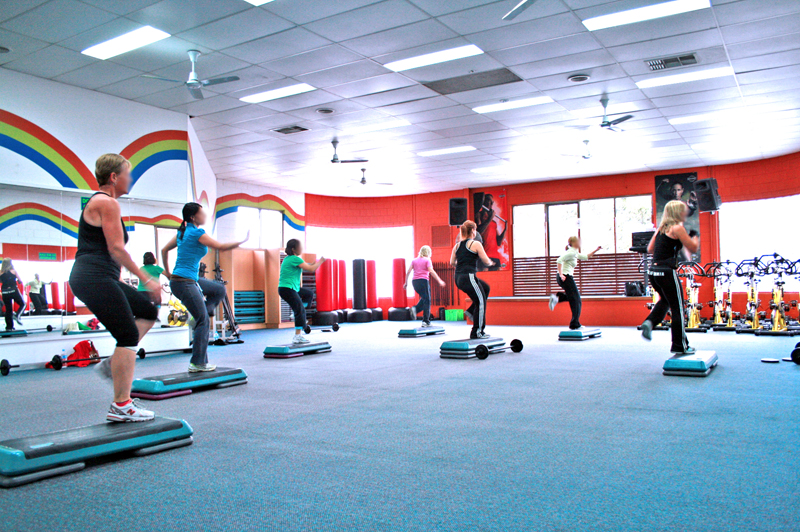
Aerobic într-o sală

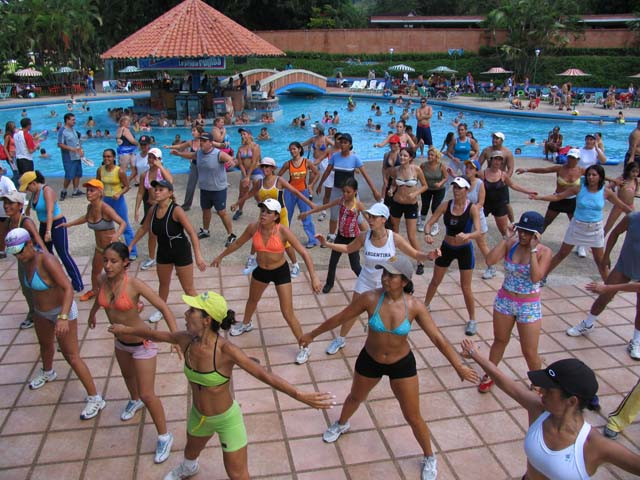
Un curs de aerobic

Un curs de aerobic dans

Aerobica este o formă de exercițiu fizic care combină exercițiile aerobice ritmice cu rutinele de antrenament de întindere și forță cu scopul de a îmbunătăți toate elementele de fitness (flexibilitate, forță musculară și fitness cardio-vascular). De obicei, este însoțit de muzică și poate fi practicat într-un cadru de grup condus de un instructor (profesionist în fitness), deși poate fi realizat solo și fără însoțire muzicală. Cu scopul de a preveni îmbolnăvirea și de a promova condiția fizică, practicienii efectuează diverse rutine care cuprind o serie de exerciții diferite de dans. Clasele de aerobic formale sunt împărțite în diferite niveluri de intensitate și complexitate și vor avea cinci componente: încălzire (5-10 minute), condiționare cardiovasculară (25-30 minute), rezistență musculară și condiționare (10-15 minute), răcoare- în jos (5-8 minute) și întindere și flexibilitate (5-8 minute). Cursurile de aerobic pot permite participanților să își selecteze nivelul de participare în funcție de nivelul lor de fitness. Multe săli de gimnastică oferă o varietate de clase de aerobic. Fiecare clasă este proiectată pentru un anumit nivel de experiență și predată de un instructor certificat cu o zonă de specialitate legată de clasa lor specială.

## Legături externe
Materiale media legate de aerobic la Wikimedia Commons